# Anthropologie chrétienne
 (mars 2023).
Si vous disposez d'ouvrages ou d'articles de référence ou si vous connaissez des sites web de qualité traitant du thème abordé ici, merci de compléter l'article en donnant les références utiles à sa vérifiabilité et en les liant à la section « Notes et références ».

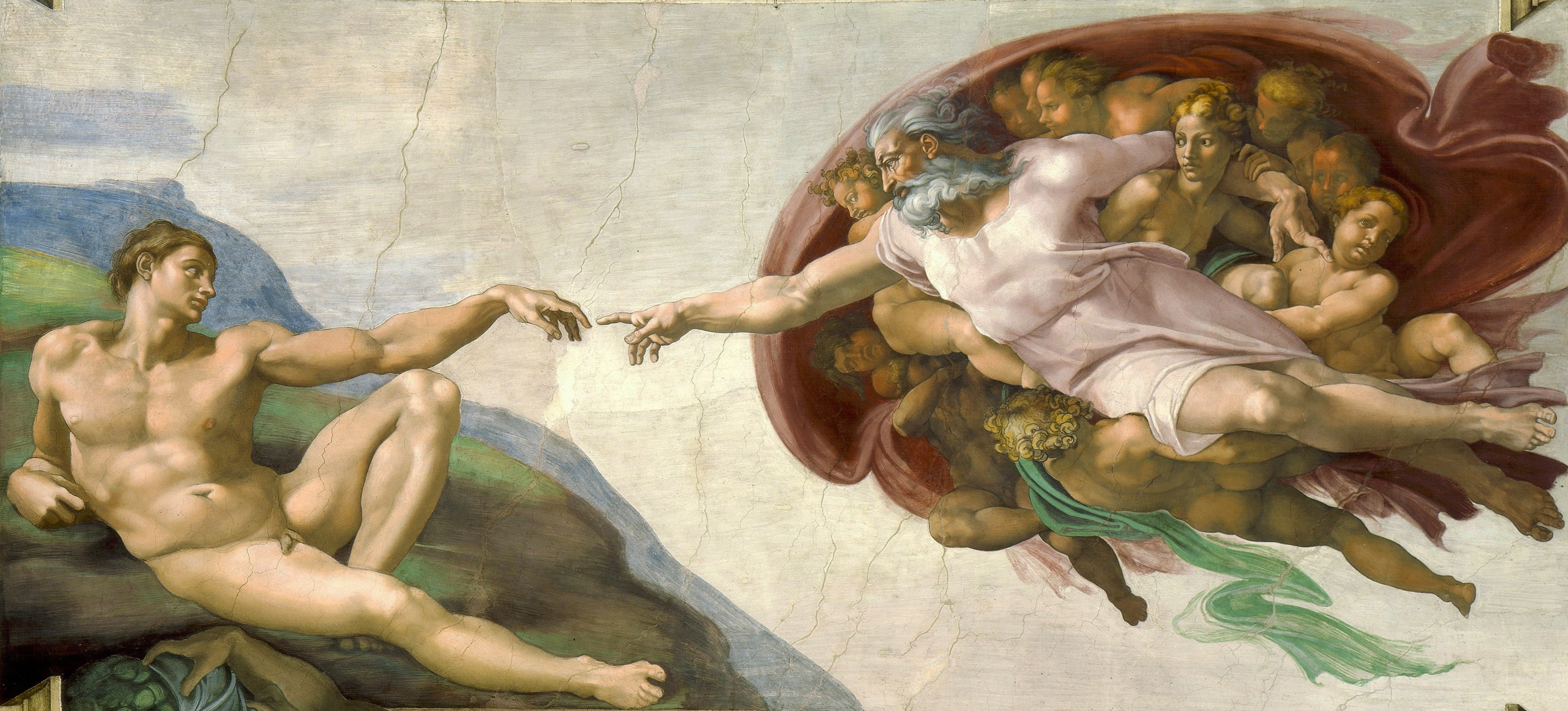
Michel-Ange, La Création d'Adam.

L’anthropologie chrétienne est une branche de la théologie systématique qui étudie le lien entre l'homme et Dieu. Elle part du principe que les livres de la Bible reflètent une tradition de réflexion sur Dieu et sur l'homme, et tente donc d'en tirer des affirmations et des conclusions de portée générale. Elle s'intéresse en particulier à la nature de l’homme et au destin de l’homme devant Dieu, en insistant sur des notions comme le corps, l'âme ou l'esprit.
L'anthropologie chrétienne s'attache à une interprétation théologique de la création de l'homme et de sa ressemblance avec Dieu tout en posant la question de la sainteté, du péché originel et du péché individuel. Elle s'interroge également sur la justification de l'homme et sur la grâce divine.

## Pères de l'Église
C’est dans les premiers chapitre la Genèse surtout que les Juifs, ainsi que les Pères de l’Église Irénée de Lyon, Grégoire de Nysse et Augustin d'Hippone ont trouvé un terreau pour l'anthropologie biblique.
La Genèse, au chapitre 1, présente l’homme comme étant à l’image de Dieu. Ce texte dit aussi l'égale dignité de l'homme et de la femme, tous deux étant du même "souffle" et de la même "chair". Aussi, c'est dans la création du couple humain, comme homme et femme, que la Création est accomplie et que l’être humain devient véritablement image et ressemblance de Dieu.
La Genèse présente l’homme comme corps et esprit, les deux étant indissociables. Déjà, pour les Juifs, le terme « chair » désigne, sans distinction véritable, l’homme corps et esprit[réf. nécessaire]. Pour le chrétien, l’homme est image de Dieu par son intelligence et sa capacité à aimer, mais cette image se réalise aussi dans le corps, qui est appelé à rendre visible l’invisible.

## Aristote et le Traité de l’âme
L’anthropologie chrétienne doit beaucoup aux écrits d’Aristote, De l'âme et Éthique à Nicomaque. Aristote divise l’âme humaine en trois parties (ou trois niveaux de l’âme) : végétative, passionnelle et intellectuelle. L’âme végétative, qu’ont en commun les plantes, les animaux et les hommes, se caractérise par les facultés propres à la nutrition et à la reproduction. L’âme passionnelle ou sensible, que possèdent tous les animaux, est ce qui par les facultés du concupiscible et de l’irascible, leur permet d’interagir avec le monde extérieur et de tendre vers les biens sensibles. L’âme intellectuelle ou spirituelle, que seul possède l’homme, est ce qui lui permet de s’autodéterminer et de s’auto-penser. L’intelligence et la volonté sont les deux facultés de l’âme intellectuelle. L’homme communique avec le monde par l’intermédiaire de son intériorité. L’intelligence lui permet de juger le vrai, de saisir le bien et d’apprécier le beau. La volonté est ce qui permet ensuite à l’homme de choisir la vérité et le bien. (Pour Aristote, il y a une profonde unité entre l’âme et le corps, contrairement à son maître Platon. Il y a aussi une profonde unité dans l’âme ; même s’il la divise, pour mieux en distinguer les facultés et différencier ainsi l’homme de l’animal, et l’animal de la plante, Aristote ne la conçoit pas comme compartimentée de même que le serait un organe.)
L’intelligence et la volonté étant ce qui caractérise l’homme, c’est par l’usage de celles-ci que l’homme s’accomplit et devient véritablement ce qu’il est. L’homme a pour finalité le bonheur, et pour Aristote, le bonheur s’acquiert par l’exercice des vertus qui permettent d’ordonner nos facultés. (Le concupiscible, par exemple, qui fait tendre l'homme vers telle nourriture désirable, doit être ordonné par la vertu de tempérance qui lui permettra d’en manger à juste dose, et à tel moment plutôt qu’un autre.) C’est cette activité de l’âme intellectuelle qui permet à l’homme d’atteindre son bien véritable, soit le bien de toute sa personne, mais aussi le bien de l’autre. Pour le chrétien, c’est par la pratique des vertus que l’homme devient véritablement libre, puisqu’il devient maître de soi. Il devient aussi capable de dépasser ses désirs égoïstes pour entrer dans une attitude de don.
Aussi, pour Aristote l’homme est par nature un être social. L’homme doit travailler au « bien commun » dont profite chaque membre de la communauté.

## Catholicisme

### Thomas d’Aquin et la Trinité
La vision que Thomas d’Aquin a de Dieu dans son être intime, aura d’importantes conséquences sur sa vision aussi de l’homme. À la suite du concile de Nicée, Thomas d’Aquin parle du Père, du Fils et de l’Esprit Saint comme de trois personnes de même nature et de même substance (deux personnes humaines sont de même nature, mais non de même substance). Pour Thomas d’Aquin, cependant, ce qui distingue les trois personnes, ce sont les relations qu’elles ont entre elles. Pour lui, l’essence même de Dieu, c’est la relation, et chaque personne en Dieu est une relation ; le Père est la paternité, le Fils est la filiation qui procède du Père, et l’Esprit est la spiration qui procède du Père et du Fils ensemble. (Ainsi, Dieu dans son être même est amour, parce qu’il est don, don constant du Père au Fils, du Fils au Père, du Père et du Fils à l’Esprit, et de l’Esprit au Fils et au Père.)
Si, pour Thomas d’Aquin, la relation est ce qui définit essentiellement Dieu, l’être humain qui est à l’image de Dieu est profondément aussi un être de relation et est appelé à réaliser cette image.

### Vatican II
On trouve dans la constitution Gaudium et spes du concile Vatican II, résumée en une phrase, toute la définition chrétienne de l’homme : « L’homme, seule créature que Dieu a voulue pour elle-même, ne se trouve pleinement que dans le don désintéressé de lui-même ». Pour le chrétien, l’Homme est créé à l’image de Dieu ; il a été créé en tant que valeur particulière pour Dieu, mais aussi en tant que valeur particulière pour lui-même. Il a été créé par pur amour gratuit de Dieu afin de participer à la vie même de Dieu. Aussi, recevant sa vie comme un don, l’homme ne se réalise et ne se trouve lui-même que par un don de sa personne. Jean-Paul II parle de la vocation sponsale de l’homme qui ne peut se réaliser que de deux manières, le mariage ou le célibat consacré. Finalement, seul Dieu, dans la résurrection des corps, peut réellement combler les soifs de l’Homme qu’il a créé afin de se donner à lui.
Cette définition doit beaucoup, selon Yves Semen, au cardinal Karol Wojtyla qui participait à l’époque du concile à l’élaboration du Schéma 13, qui deviendra la constitution Gaudium et Spes. Aussi, encore selon Semen, trouve-t-on dans la théologie du corps le fondement théologique de cette définition. Selon Jean-Paul II, il y a un lien étroit entre « “anthropologie adéquate” et “théologie du corps” ». Jean-Paul II va jusqu’à dire que « la conscience de la signification sponsale du corps constitue l’élément fondamental de l’existence humaine ».
Proche de nombreux penseurs personnalistes, Jean-Paul II a remis la personne au centre de sa doctrine. La théologie du corps se veut aussi une véritable anthropologie, une étude de la personne comme être sexué, à la fois spirituel et corporel, créé dans un état de béatitude, déchu et racheté par le Christ, appelé à une nouvelle communion avec Dieu et l’humanité sauvée. Elle se présente comme le fondement théologique d’une « anthropologie du don ».
Le respect de la dignité de la personne se retrouve constamment au cœur des enseignements de Jean-Paul II, et se fond avec une véritable théologie de la Rédemption. Selon une expression déjà employée par les philosophes latins, la personne est « incommunicable, inaliénable ». Toutes les manifestations de l’homme dans la société, la famille, le travail, l’Église, trouvent leur raison d’être dans la personne et doivent être au service de la personne. Un exemple manifeste de cela est l’encyclique Laborem exercens dans laquelle Jean-Paul II propose une véritable anthropologie du travail, l’homme étant reconnu comme véritable sujet de son travail grâce auquel il s’accomplit comme personne faite pour le don.

## La liberté de l'homme
Paul Evdokimov, dans son livre L’amour fou de Dieu, répond à Luther et Calvin, et aux humanistes athées et résume la position de l’Église quant à la liberté de l’homme. « Notre époque attend la promotion adulte de l’homme et refuse toute reconnaissance de Dieu qui ne soit en même temps reconnaissance de l’homme ». Pour Evdokimov, la grandeur de l’homme est justement sa liberté de pouvoir accepter ou refuser Dieu, et cette liberté de l’homme est la plus haute manifestation de l’amour de Dieu. Pour les catholiques, le bien ne peut s’imposer sans devenir un mal, et Dieu lui-même ne saurait s’imposer à l’homme. Dieu fait tout, or l’homme doit au moins dire « oui » à l’action que Dieu fait. « C’est parce que l’homme peut dire non que son oui prend une pleine résonance et le place dans le même registre que le oui de Dieu. C'est pourquoi aussi Dieu accepte d'être refusé, méconnu, rejeté, évacué de sa propre création ». « L’enfer n’est pas autre chose que l’autonomie de l’homme révolté qui l’exclut du lieu où Dieu est présent. La puissance de refuser Dieu est le point le plus avancé de la liberté humaine ; elle est voulue telle par Dieu ».